# Puto superbus
Puto superbus är en insektsart som först beskrevs av Leonardi 1907.  Puto superbus ingår i släktet Puto och familjen ullsköldlöss. Inga underarter finns listade i Catalogue of Life.